# Ortilia polinella
Ortilia polinella är en fjärilsart som beskrevs av Hall 1928. Ortilia polinella ingår i släktet Ortilia och familjen praktfjärilar. Inga underarter finns listade i Catalogue of Life.